# Авиационный персонал
Авиационный персонал — лица, имеющие специальную подготовку и осуществляющие деятельность по обеспечению безопасности полетов воздушных судов или авиационной безопасности, деятельность по организации, выполнению, обеспечению и обслуживанию воздушных перевозок и полётов воздушных судов, авиационных работ, организации использования воздушного пространства, организации воздушного движения и включены в перечни по видам авиации.

## Гражданская авиация

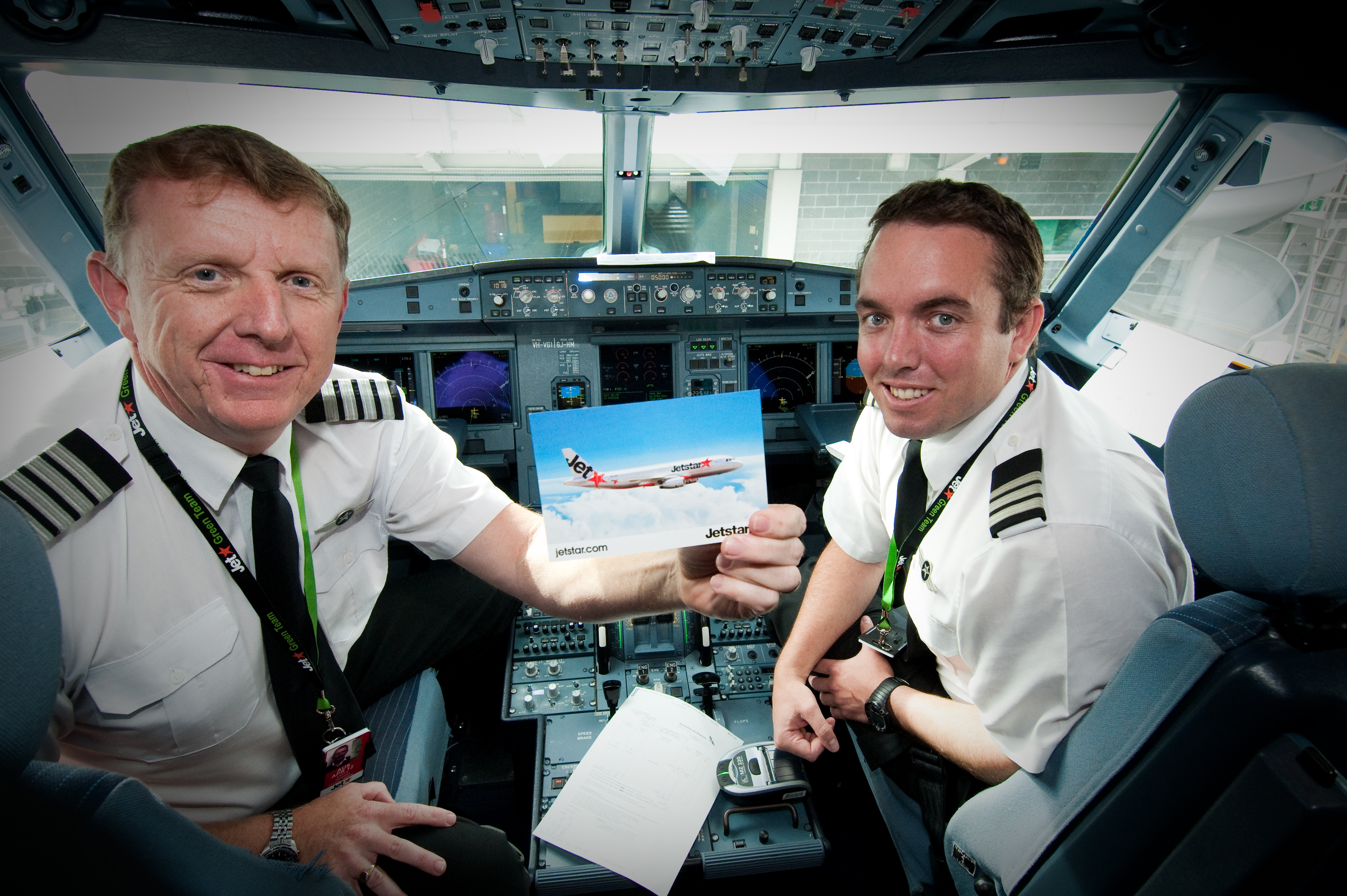
пилоты

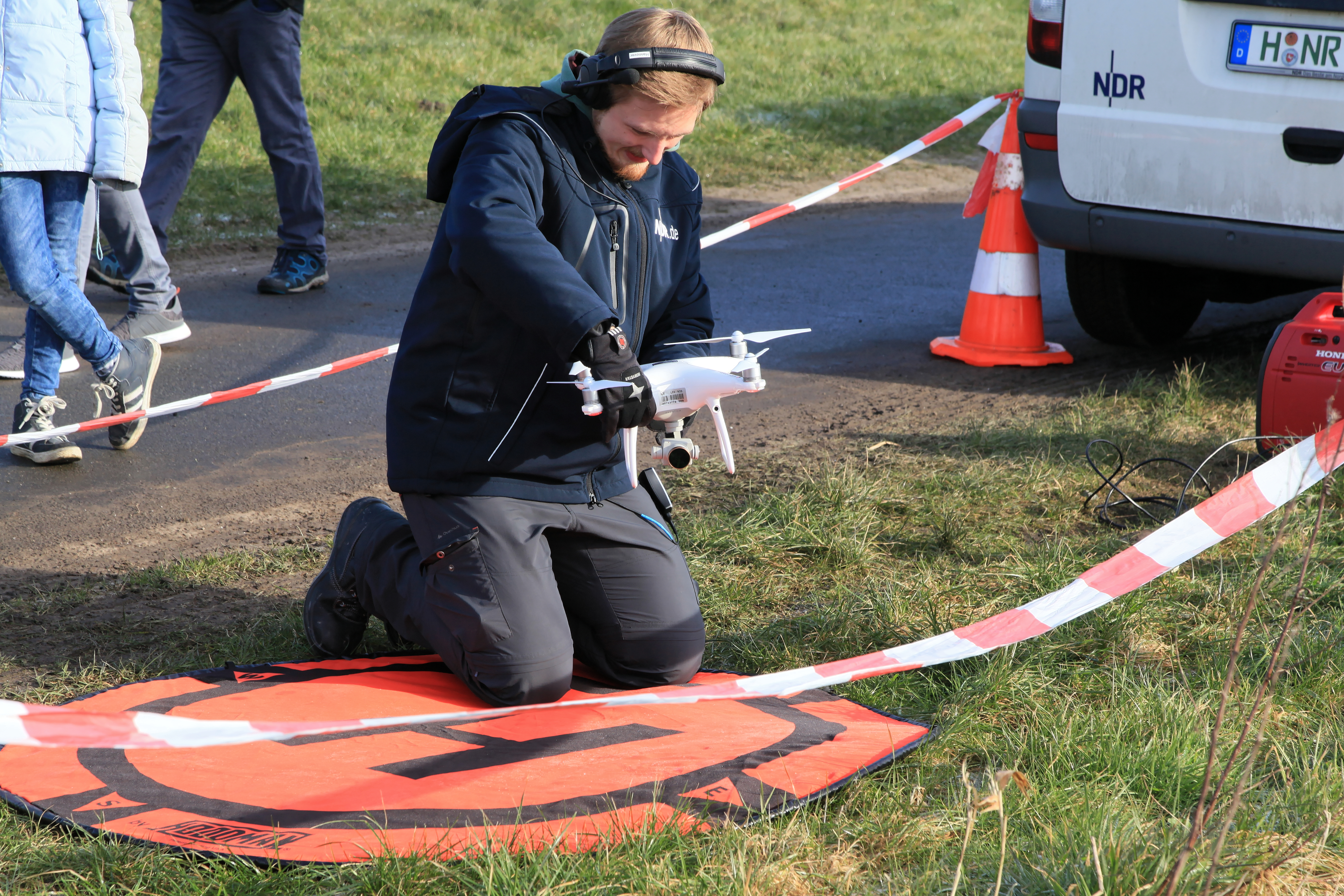
внешний пилот

бортпроводник

К авиационному персоналу гражданской авиации в соответствии с перечнем, утвержденным Минтрансом России, относятся:
1. Летный состав гражданской авиации
  - пилот
  - внешний пилот (беспилотные летательные аппараты)
  - штурман
  - бортрадист
  - бортинженер (бортмеханик)
  - лётчик-наблюдатель.
2. Кабинный экипаж гражданской авиации
  - бортпроводник
  - бортоператор
3. Специалисты осуществляющие управление воздушным движением — диспетчеры управления воздушным движением
4. Специалисты по техническому обслуживанию воздушных судов
5. Сотрудник по обеспечению полетов — полётные диспетчеры
6. Сотрудник службы авиационной безопасности (САБ)

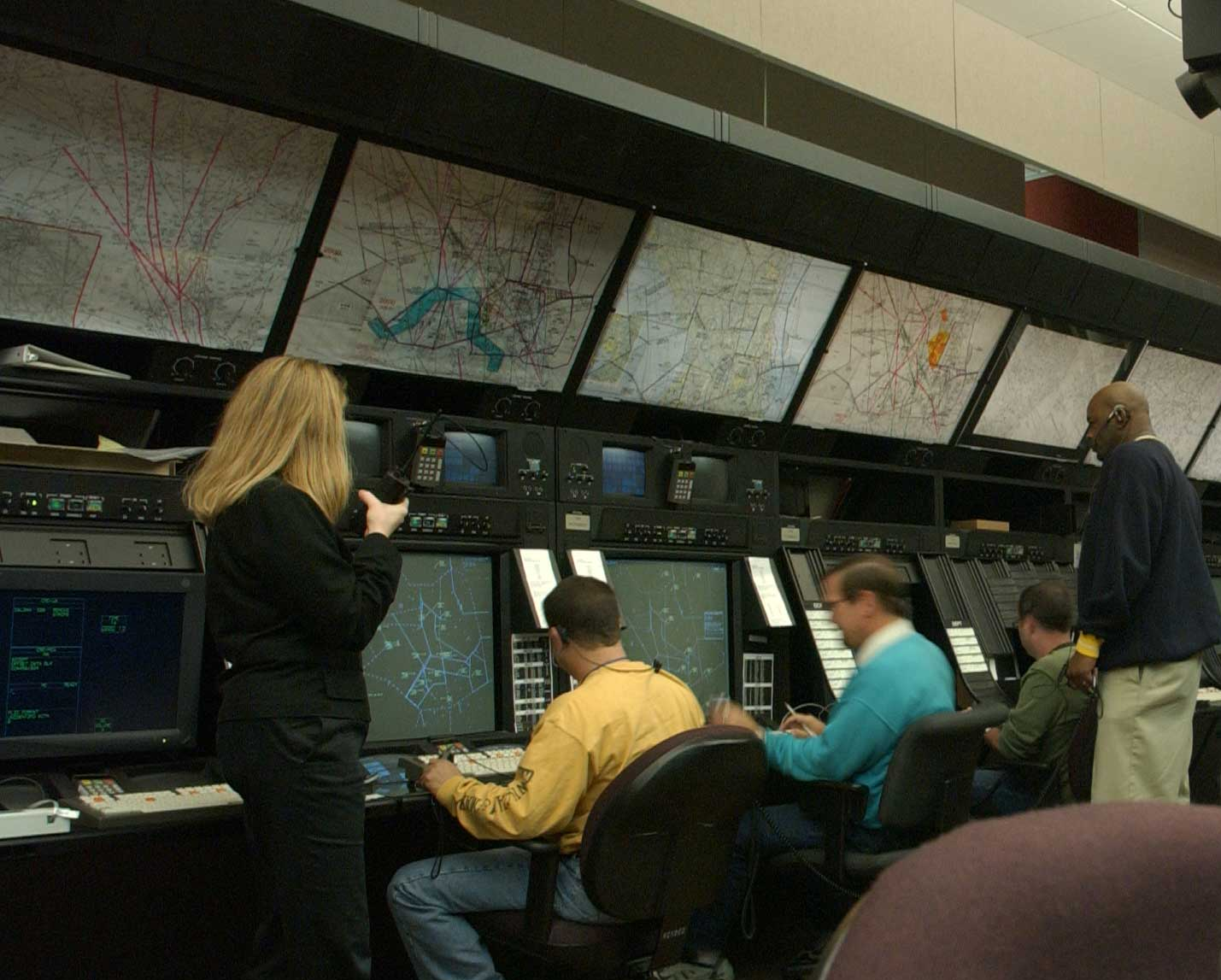
диспетчеры управления воздушным движением
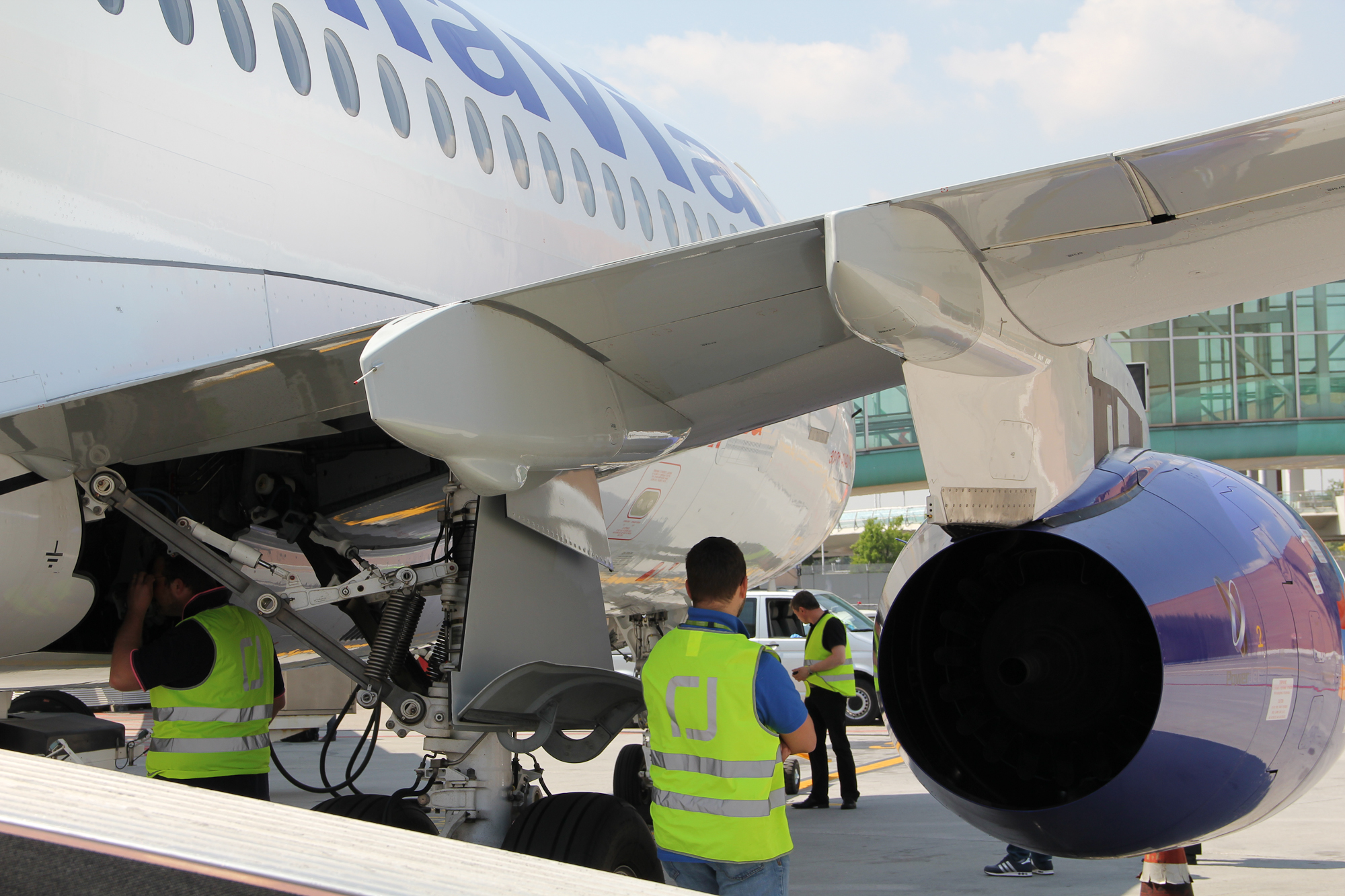
авиатехники
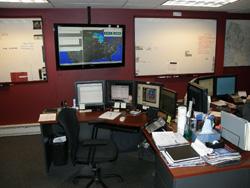
диспетчерская авиакомпании
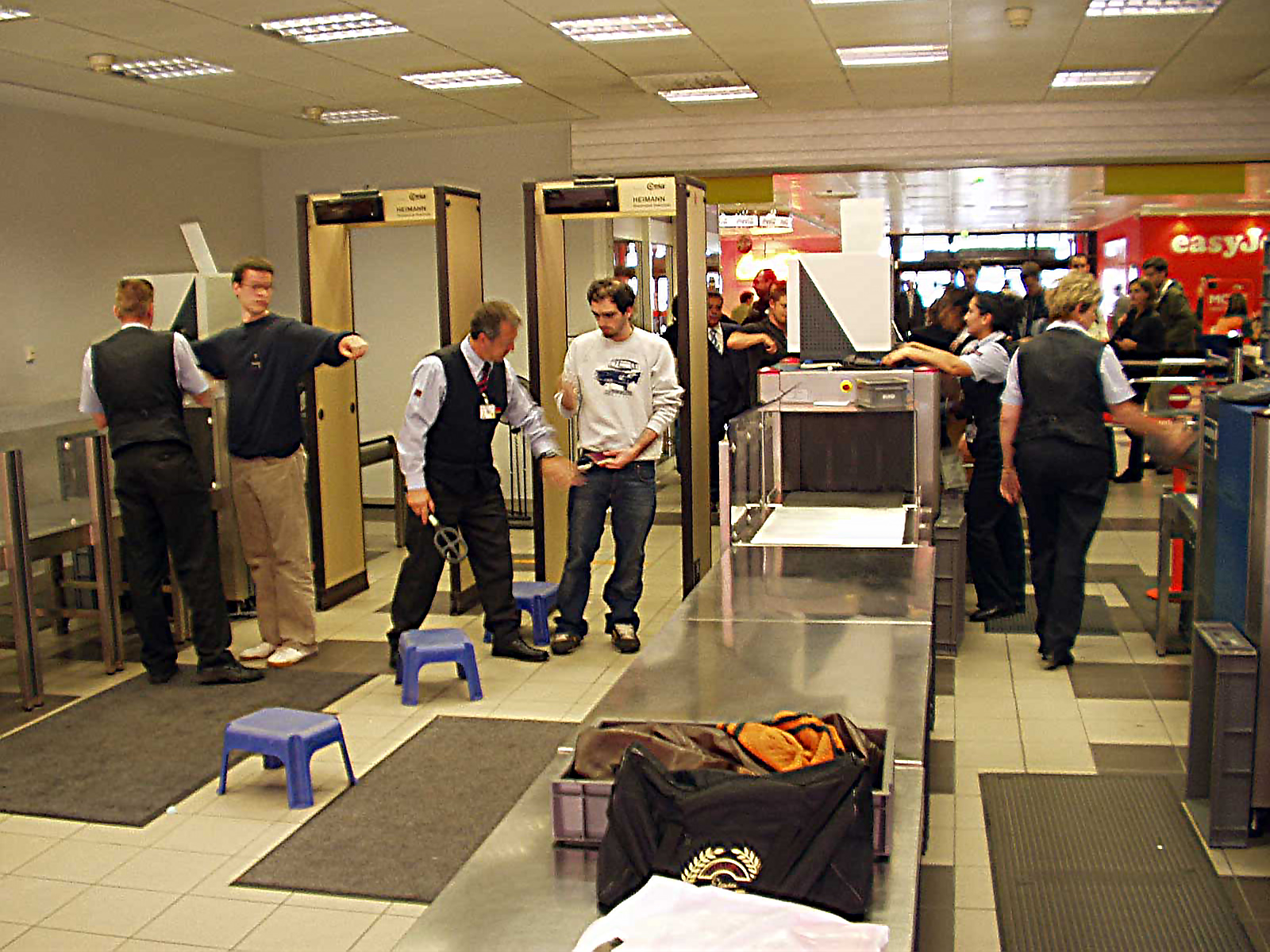
служба авиационной безопасности

## Государственная авиация

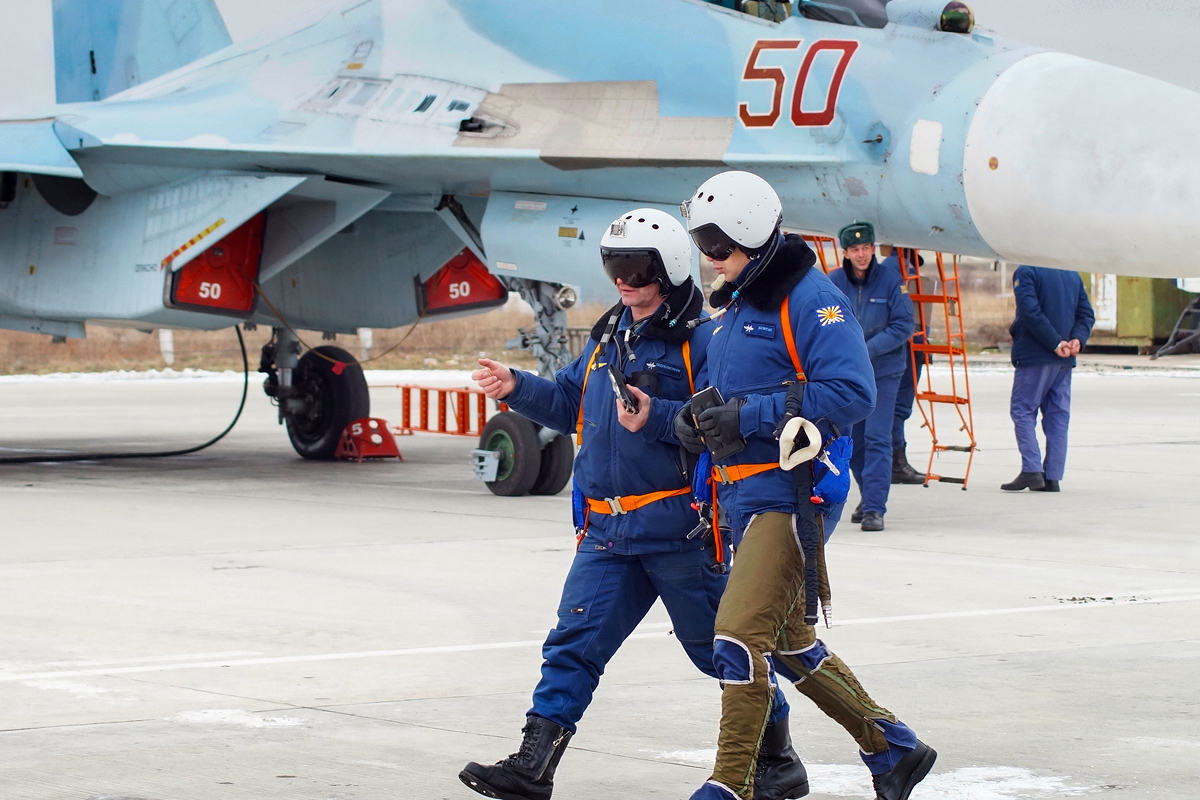
Экипаж истребителя и инженерно-технический персонал
на фоне Су-30М2

Авиационный персонал государственной авиации:
1. Специалисты, входящие в состав экипажа пилотируемого воздушного судна
2. Специалисты, входящие в состав экипажа беспилотного воздушного судна
3. Специалисты, осуществляющие управление полётами и аэродромные диспетчеры
4. Специалисты по безопасности полетов
5. Инженерно-технический состав, осуществляющий эксплуатацию и обслуживание воздушных судов

## Экспериментальная авиация
К авиационному персоналу экспериментальной авиации в соответствии с перечнем, утвержденным Минпромторгом России, относятся:
1. Специалисты, входящие в состав экипажа пилотируемого воздушного судна
2. Специалисты, входящие в состав экипажа беспилотного воздушного судна
  - внешний пилот-испытатель беспилотного воздушного судна
  - оператор-испытатель средств управления целевой нагрузкой
3. Парашютисты-испытатели
4. Специалисты, осуществляющие управление полётами
5. Специалисты по безопасности полетов
6. Специалисты, осуществляющие организацию и проведение испытаний
  - ведущий инженер по летным испытаниям
  - ведущие инженеры по экспериментальным работам и определению летно-технических характеристик, характеристик устойчивости и управляемости, маневренности, прочности.
  - ведущие инженеры по экспериментальным работам и летным испытаниям систем управления, силовых установок, пилотажно-навигационного оборудования, авиационного оборудования, радиоэлектронного оборудования, авиационного вооружения, системы жизнеобеспечения экипажа и пассажиров, десантно-транспортного оборудования, парашютно-десантной техники, средств спасания и аварийного покидания, средств объективного контроля.
7. Специалисты, осуществляющие техническую эксплуатацию и техническое обслуживание воздушных судов (инженеры, авиационные техники, механики, укладчики парашютов)